# Lowesville
Lowesville és una concentració de població designada pel cens dels Estats Units a l'estat de Carolina del Nord. Segons el cens del 2000 tenia 1.440 habitants.

## Demografia
Segons el cens del 2000, Lowesville tenia 1.440 habitants, 552 habitatges i 422 famílies. La densitat de població era de 81,6 habitants per km².
Dels 552 habitatges en un 34,8% hi vivien nens de menys de 18 anys, en un 64,5% hi vivien parelles casades, en un 8,9% dones solteres, i en un 23,4% no eren unitats familiars. En el 19,7% dels habitatges hi vivien persones soles el 8,2% de les quals corresponia a persones de 65 anys o més que vivien soles. El nombre mitjà de persones vivint en cada habitatge era de 2,61 i el nombre mitjà de persones que vivien en cada família era de 2,99.
Per edats la població es repartia de la següent manera: un 24,3% tenia menys de 18 anys, un 7,5% entre 18 i 24, un 33,3% entre 25 i 44, un 25,3% de 45 a 60 i un 9,6% 65 anys o més.
L'edat mediana era de 36 anys. Per cada 100 dones de 18 o més anys hi havia 99,3 homes.
La renda mediana per habitatge era de 51.333 $ i la renda mediana per família de 53.000 $. Els homes tenien una renda mediana de 36.316 $ mentre que les dones 24.280 $. La renda per capita de la població era de 28.072 $. Entorn del 5,9% de les famílies i el 7,3% de la població estaven per davall del llindar de pobresa.

## Poblacions més properes
El següent diagrama mostra les poblacions més properes.